# جشن جیوگائوکا کامه‌گامی

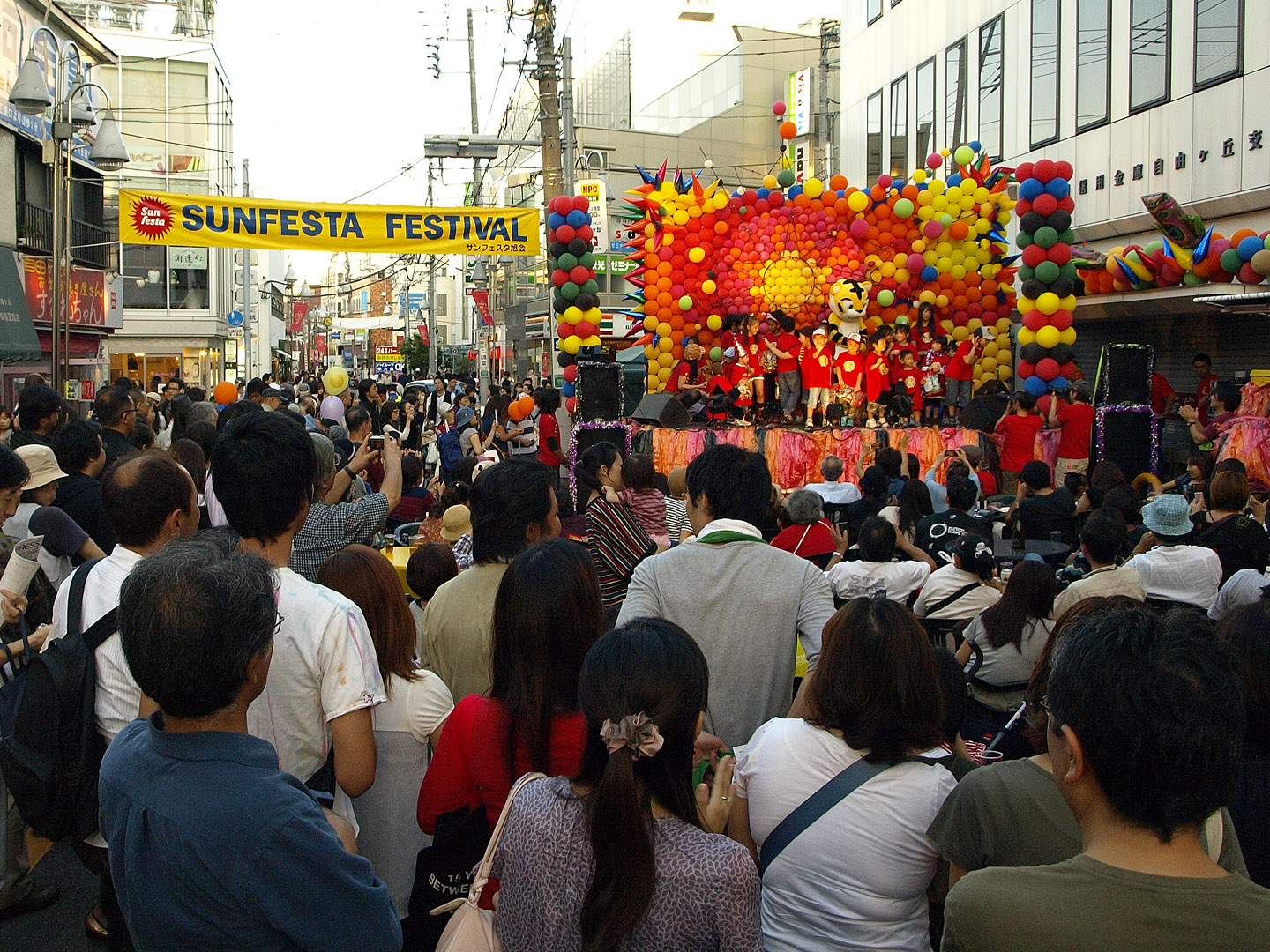
جشن جیوگائوکا کامه‌گامی

جشن جیوگائوکا کامه‌گامی (به ژاپنی: 自由が丘女神まつり じゆうがおかめがみまつり)، جشنواره ای است که در اوایل اکتبر هر سال در جیوگائوکا، مگورو-کو، توکیو، توکیو برگزار می‌شود.